# Silvia Olari
Silvia Olari (Parma, 17 luglio 1988) è una cantautrice italiana.

## Biografia

### Gli inizi
Silvia Olari si avvicina alla musica all'età di 8 anni, quando inizia a studiare pianoforte e canto, presso la scuola "Il Podio" di Noceto. Nel 2002 partecipa alle semifinali del Festival di Napoli e all'Accademia di Sanremo, mentre dal 2005 si esibisce in importanti concorsi, come Una Voce per Sanremo, dove si classifica nelle prime posizioni, e il Cantestate di Mantova, dove vince il 1º premio nel 2006. Nel 2007 si classifica al 1º posto al City Voices di Brescia e allo Stars Voices di Vestone, dove ha la possibilità di partecipare allo stage con Luca Pitteri. Inoltre ottiene il 2º posto al Controfestival di Castelleone, il Live Song Festival di Traversetolo, dove vince la sezione Editi nel 2005 e il Premio della Critica nel 2007. Nell'estate del 2007, Silvia Olari supera tutti i provini della settima edizione di Amici di Maria De Filippi, arrivando fino alla prima puntata del 20 ottobre 2007, ma non entra a far parte della scuola. Nel novembre 2007 partecipa al Marcafestival a Treviso, classificandosi al 3º posto, a dicembre vince il Festivalmare a Forte dei Marmi, mentre nel febbraio 2008 partecipa al Festival di Ghedi, prendendo parte ad uno stage con Gatto Panceri; qui si classifica al 2º posto con il brano Georgia on My Mind e vince una borsa di studio presso la Hope Music School di Roma.

### La partecipazione ad Amici e il primo EP
Nel 2008 la Olari riesce ad entrare nel talent show Amici di Maria De Filippi; seguita da Luca Jurman viene eliminata alla sesta puntata del serale. Uscita dalla scuola firma un contratto con la Warner Music Italy; il 3 marzo pubblica il singolo Fino all'anima, a cui segue, il 10 aprile 2009, l'EP di debutto, Silvia Olari. Il 21 giugno Silvia Olari aderisce all'iniziativa benefica Amiche per l'Abruzzo, promossa da Laura Pausini per raccogliere fondi per aiutare la ricostruzione dei territori colpiti dal terremoto in Abruzzo.

### Libera da, l'esperienza in radio e nuovi progetti
Il brano Inaccettabile, scritto interamente da Silvia Olari, era stato presentato al Festival di Sanremo 2010 - Nuova Generazione, scartato durante le selezioni; il brano viene comunque pubblicato come singolo. Il 7 maggio 2010 esce il singolo Piango per te, brano che anticipa l'uscita dell'album Libera da avvenuta il 25 maggio 2010. Nel settembre 2010 duetta con Mattia Da Dalt in Aprile. Sempre nel 2010 viene estratto dall'album il singolo Cenere.
Il 27 maggio 2011 la Olari pubblica il singolo L'amore non esiste. Nello stesso periodo realizza con Silver, cantante della terza edizione di X Factor, un duetto dal titolo Nessuno è inutile scritto da Andrea Amati in occasione del convegno Giovani protagonisti nel volontariato.
Dal luglio 2011 la cantante ha iniziato la sua esperienza da speaker negli studi di Radio Parma (RPR). La cantante, dopo aver preso parte al tour teatrale di Enzo Iacchetti, partecipa alla realizzazione dell'album di Iacchetti Acqua di Natale, il cui ricavato viene devoluto per costruire una diga in Kenya.
Il 14 aprile 2013 esce il singolo Niente di me, brano scartato a Sanremo e prodotto da Enzo Iacchetti che anticipa l'uscita dell'album, prevista entro la fine dello stesso anno. Nel 2014 collabora nell'album di Valerio Scanu, Lasciami entrare, scrivendo il brano Un giorno in più.
Nel 2017 viene pubblicato il singolo Lost in Yourself mentre nel 2018 pubblica il suo secondo album There Is Something About You, interamente in lingua inglese. Nel 2022 pubblica il singolo Iride per poi partecipare al tour di Mario Biondi. Nel 2023 prende parte come corista al tour Go Gianni Go! Morandi nei Palasport di Gianni Morandi.

## Discografia

### Album
- 2010 - Libera da
- 2018 - There Is Something About You

### EP
- 2009 - Silvia Olari

### Singoli
- 2009 - Fino all'anima
- 2010 - Inaccettabile
- 2010 - Piango per te
- 2010 - Cenere
- 2011 - L'amore non esiste
- 2013 - Niente di me
- 2017 - Lost in yourself
- 2022 - Iride

### Videoclip
- 2009 - Fino all'anima
- 2010 - Piango per te
- 2013 - Niente di me

### Collaborazioni
- 2009 - With or Without you con Luca Jurman
- 2010 - Aprile con Mattia Da Dalt
- 2011 - Nessuno è inutile con Silver
- 2011 - Vorrei qualcosa in più con Enzo Iacchetti, L'Aura, Madback e Paolo Meneguzzi